# Itsy Bitsy
Itsy Bitsy è un film del 2019 diretto da Micah Gallo ed interpretato da Bruce Davison, Elizabeth Roberts, Arman Darbo e Chloe Perrin. È incentrato su una famiglia che si trasferisce in una vecchia villa isolata dove viene inseguita da un'antica entità che assume la forma di un ragno gigante. Il film stesso è stato ispirato dalla filastrocca popolare "Itsy Bitsy Spider" ed è stato distribuito negli Stati Uniti il 30 agosto 2019 da Shout! Studios, e ha ricevuto recensioni contrastanti da parte della critica.

## Trama
Kara Spencer, infermiera privata e madre single, si trasferisce in campagna insieme ai figli - Jesse di 13 anni e Cambria di 8 anni - per prendersi cura dell'anziano collezionista di manufatti Walter Clark malato di sclerosi multipla. L'uomo ha recentemente acquistato un artefatto leggendario, l'"Uovo Nero di Maa-Kalaratri". Durante l'acquisto Clark ha fatto arrabbiare il cacciatore di tesori, che torna a casa e distrugge la reliquia. Questo rilascia un grande ragno preistorico, che morde il cacciatore di tesori, che riesce a uscire dalla proprietà prima di morire.
Kara, non sta attraversando un momento facile perché si incolpa per la morte di suo figlio Stevie in un incidente d'auto in cui era lei alla guida. Per calmarsi ed affrontare le visioni di suo figlio Stevie, Kara ruba dell'OxyContin di Walter, ma ha ancora un esaurimento nervoso in una tavola calda. È rassicurata e si lega allo sceriffo Jane Dunne, che nota la dipendenza di Kara dalle droghe.
Jesse inizia a legare con Walter ed i due rimettono insieme la reliquia. Walter intrattiene anche il ragazzo raccontandogli la leggenda di Maa-Kalaratri, un'antica dea ragno che divenne vendicativa quando la gente smise di adorarla. Mentre si sta divertendo, Jesse trascura di guardare Cambria, che viene quasi attaccata dal ragno. Questo viene scoperto da Kara, causando una discussione tra lei e Jesse, durante la quale il ragazzo rivela che Kara ha perso il suo ultimo lavoro perché scoperta a rubare farmaci.
Il furto di Kara viene scoperto e Walter la licenzia. Kara se ne va e a quel punto il ragno attacca ed uccide Walter, il cui corpo viene poi scoperto da Jesse. Interrogata da Jane, Kara crede che la morte di Walter possa essere stata causata dal cacciatore di tesori con cui aveva litigato; mentre Jesse crede che sia opera di Maa-Kalaratri. Kara poi rimprovera Jesse per aver spaventato Cambria e lo schiaffeggia, un atto di cui si pente immediatamente.
Più tardi, quella notte, Kara indaga in soffitta scoprendo Jesse che libera Cambria da spesse ragnatele. Scoprono un esoscheletro vuoto lasciato dal ragno e fuggono dalla soffitta. Il ragno li attacca e morde Kara, che sviene per il veleno. Jesse riesce a chiamare Jane per chiedere aiuto, ma non è in grado di impedire al ragno di mordere la mano di Cambria. Kara si sveglia e scopre che il ragno ha morso la mano della bambina ma non è stato in grado di iniettarle il veleno. La donna riesce a somministrarsi un'iniezione di epinefrina per contrastare il veleno del ragno prima di svenire nuovamente.
Kara si sveglia in tempo per uccidere il ragno mentre sta attaccando Jesse. Il trio scappa dalla casa nel preciso momento in cui arriva Jane arriva con un'ambulanza. Kara collassa ed ha una visione di Stevie. Alla fine si perdona per la sua morte avendo ora salvato Jesse e Cambria e decide di smettere di fare uso di droghe. Successivamente Kara ed i suoi figli si trasferiscono e giurano di rimanere insieme, qualunque cosa accada. A loro insaputa, tuttavia, il ragno ha deposto due sacche delle uova nella casa di Walter, una in una casa delle bambole ed una in un baule. Ed entrambe iniziano a schiudersi...

## Distribuzione
L'8 aprile 2019, è stato annunciato che Shout! Studios ha acquisito i diritti di distribuzione in Nordamerica del film. Il film è uscito nelle sale selezionate, in digitale e in VOD il 30 agosto 2019.

## Accoglienza
Itsy Bitsy ha ricevuto recensioni contrastanti dalla critica al momento della sua uscita, con molti che hanno elogiato gli effetti speciali, la cinematografia e l'atmosfera mentre criticavano i personaggi e la storia poco interessanti del film.
Su Rotten Tomatoes il film ha un indice di gradimento del 60% basato sulle recensioni di 10 critici, con un voto medio di 5,50/10.
Matthew Roe di Film Threat ha dato al film una recensione negativa, scrivendo "Itsy Bitsy ha dei fantastici momenti umani all'interno della sua blanda facciata da mostro ed è l'unica vera ragione per cui posso raccomandare il film - tuttavia, per alcuni non sarà sufficiente per riscattare gli elementi giocati e traballanti." Culture Crypt ha valutato il film con un punteggio di 55 su 100, criticando i suoi personaggi, la sceneggiatura e il finale. Il recensore ha concluso: "Itsy Bitsy non vincerà alcun premio né diventerà il film preferito di nessuno. È troppo cupo per afferrare il gusto di cui ha bisogno per distinguersi senza sfociare in uno scandalo esagerato. Ma è prodotto professionalmente, presenta alcuni pop intriganti, e costituisce un discreto diversivo durante l'intrattenimento di un fine settimana." Veronique Englebert di The Review Geek ha assegnato al film un misto di 5,5 su 10, scrivendo: "Itsy Bitsy non è un brutto film di ragni ma non lo è anche uno particolarmente eccezionale. Non riesce a raggiungere la stessa inquietudine che si trova in film come Aracnofobia e impiega un po' di tempo per entrare nel vivo delle cose. Tuttavia, i graditi effetti pratici e i personaggi empatici aiutano, ma non riescono a salvare la giornata per questa caratteristica creatura media."
Meagan Navarro di Bloody Disgusting ha elogiato gli effetti speciali e le riprese del film; ma ha criticato l'aspetto scarno del suo antagonista, il finale irrisolto e i personaggi sgradevoli. Concludendo la sua recensione, Navarro ha raccomandato il film basato sull'effetto speciale, nonostante i suoi difetti, definendolo "un grande passo nella giusta direzione". Noel Murray del Los Angeles Times ha dato al film una recensione positiva, lodando l'atmosfera gotica del film, gli effetti speciali e il "terrore esistenziale".

## Riconoscimenti
- 2020 - Fangoria Chainsaw Awards
  - Nomination Best Creature FX